# ミッドナイト・ストリート
『ミッドナイト・ストリート』は、1959年から1964年まで、ラジオ東京（現・TBSラジオ）で毎週月曜～金曜の23:45～24:15に放送されたラジオの帯番組。

## 概要
番組の冒頭では、靴音の後、男性ナレーターにより、「こんばんわ、またお会いしましたね。あなたと私が、さりげなく会い、さりげなく別れるこの街角……今日から明日への曲がり角、ミッドナイト・ストリートです」と言う、タイトルコール込みの口上が読み上げられていた。

## パーソナリティー
- 三橋達也
- 牟田悌三
- 中村メイコ
- 淡路恵子
- 三国一朗
- 水谷良重
- 藤間紫
- 朝丘雪路
- 小山田宗徳
- 渥美清
- 岡田茉莉子
- 日下武史
- 稲垣美穂子